# Lustrum

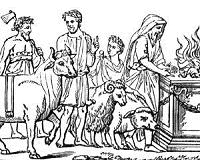
Suovetaurilia

Lustrum (łac. lustrare – rozjaśniać, czyścić) – w starożytnym Rzymie ofiara przebłagalna dla bogów w postaci świni, owcy i wołu (tzw. suovetaurilia).
Składano ją po zakończeniu cenzusu przez jednego z cenzorów, na Polu Marsowym, w imieniu całego narodu, który modlił się o pomyślność dla państwa rzymskiego. Odbywana co pięć lat, przez co okres ten był (zwłaszcza poetycko) też nazywany lustrum. Pierwszego lustrum dokonał w 566 p.n.e. król Serwiusz Tuliusz.